# Barry Knestout
Barry Christopher Knestout (ur. 11 czerwca 1962 w Cheverly) – amerykański duchowny rzymskokatolicki, biskup Richmond od 2017.

## Życiorys
Święcenia kapłańskie otrzymał 24 czerwca 1989 z rąk kardynała Jamesa Hickeya. Inkardynowany do archidiecezji waszyngtońskiej, przez kilka lat pracował jako wikariusz, zaś w latach 1994-2004 był sekretarzem kard. Hickeya (w latach 2003-2004 pracując jednocześnie w tym samym charakterze u boku kard. Theodore'a McCarricka). W 2004 objął probostwo w Silver Spring, dwa lata później został dyrektorem kurialnego urzędu pastoralno-społecznego, a w 2007 został kanclerzem kurii.
18 listopada 2008 papież Benedykt XVI mianował go biskupem pomocniczym diecezji Waszyngtonu oraz biskupem tytularnym Leavenworth. Sakry biskupiej udzielił mu 29 grudnia 2008 kardynał Donald Wuerl. 
5 grudnia 2017 papież Franciszek mianował go ordynariuszem diecezji Richmond.